# Saison 2010 des Diamondbacks de l'Arizona
La Saison 2010 des Diamondbacks de l'Arizona est la 13e saison en Ligue majeure pour cette franchise. Avec 65 victoires pour 97 défaites, les Diamondbacks terminent cinquièmes et derniers de la Division ouest de la Ligue nationale.
Leurs frappeurs établissent un record des Ligues majeures avec 1 529 retraits sur des prises au total durant l'année, une marque qui sera battue en 2013 par les Astros de Houston. Le manager A. J. Hinch est congédié en cours d'année et remplacé par Kirk Gibson.

## Intersaison

### Arrivées
Le lanceur Aaron Heilman est échangé aux Cubs de Chicago en retour de Scott Maine et Ryne White le 19 novembre 2009.
Le lanceur partant Edwin Jackson rejoint les D-Backs le 9 décembre 2009 en provenance des Tigers de Détroit à la suite d'un échange impliquant plusieurs joueurs et trois clubs. Il s'engage pour 2 ans et 13,35 millions de dollars avec la franchise de l'Arizona. Lors du même échange, le lanceur partant Ian Kennedy passe des Yankees de New York aux Diamondbacks.
Devenu agent libre après la saison 2009 passée dans l'uniforme des Cubs de Chicago, le lanceur Bob Howry s'engage avec les D-Backs le 28 décembre 2009 pour une saison.

### Départs
- Le releveur Scott Schoeneweis signe avec Milwaukee puis Boston[6].

### Ligue des cactus
33 rencontres de préparation sont programmées du 4 mars au 3 avril à l'occasion de cet entraînement de printemps 2010 des Diamondbacks.
Avec 15 victoires et 17 défaites, les Diamondbacks terminent 8e de la Ligue des cactus et enregistrent la 10e performance des clubs de la Ligue nationale.

## Saison régulière

### Classement
| Ligue nationale (Division Ouest) | V  | D  | %    | GB |
| -------------------------------- | -- | -- | ---- | -- |
| Giants de San Francisco          | 92 | 70 | .568 | -  |
| Padres de San Diego              | 90 | 72 | .556 | 2  |
| Rockies du Colorado              | 83 | 79 | .512 | 9  |
| Dodgers de Los Angeles           | 80 | 82 | .494 | 12 |
| Diamondbacks de l'Arizona        | 65 | 97 | .401 | 27 |

### Résultats
| Légende                   | Légende                  | Légende       |
| victoire des Diamondbacks | défaite des Diamondbacks | match reporté |
| ------------------------- | ------------------------ | ------------- |

#### Juillet
- Le 1er juillet, les D-Backs congédient leur gérant A. J. Hinch et le remplacent par Kirk Gibson[8].
- Le 30 juillet, le lanceur partant Edwin Jackson est échangé aux White Sox de Chicago contre les lanceurs Daniel Hudson et David Holmberg[9].
- Le 31 juillet, le releveur Chad Qualls est cédé aux Rays de Tampa Bay en retour d'un joueur à être nommé plus tard[10].
- Le 31 juillet, acquisition du voltigeur Ryan Church, du joueur d'avant-champ Bobby Crosby et du lanceur droitier D. J. Carrasco, en provenance des Pirates de Pittsburgh. Ces derniers obtiennent en retour le receveur Chris Snyder et l'arrêt-court Pedro Ciriaco[11].

#### Août
- Le 11 août, les Diamondbacks égalent un record des majeures en frappant quatre circuits consécutifs dans un match. Adam LaRoche, Miguel Montero, Mark Reynolds et Stephen Drew frappent tour à tour la longue balle contre le lanceur Dave Bush des Brewers de Milwaukee. Les Diamondbacks sont la 7e équipe de l'histoire à réussir cet exploit. Il s'agit aussi d'une première pour la franchise de l'Arizona[12].